# 社會民主黨 (英國)
社會民主黨（英語：Social Democratic Party，缩写为SDP）是1981年—1988年英國的一個中间偏左的社會民主主義政黨，分裂自工黨。社會民主黨的成員大多數原工黨內的右派人士。工黨在1979年淪為在野黨之後，黨內左右對立激化，最早左派取得黨的領導權，導致對此不滿的右派人士離黨，另組社會民主黨，創黨當時有14個國會議席。社會民主黨成立之後和自由黨展開合作，在1983年英國大選中兩黨聯盟的得票率達25.4%，但只獲得23個議席。1988年，自由黨和社會民主黨合併，成為現在的自由民主黨。